# Дымбрылов, Бимба Санжеевич
Бимба Санжеевич Дымбрылов (1914 — 1962) — передовик советского сельского хозяйства, бригадир тракторной бригады Саянтуевской МТС Иволгинского аймака Бурят-Монгольской АССР, Герой Социалистического Труда (1948).

## Биография
Родился в 1914 году в селе Оронгой Забайкальской области в крестьянской семье. Бурят. 
После окончания 5 классов сельской школы и Селенгинской школы механизаторов в 1931 году начал трудовую деятельность трактористом в местном колхозе "Красный Оронгой". В 1934 году возглавил тракторную бригаду. 
В 1942 году его бригада получила по 12 центнеров с гектара, в следующем году 13 центнеров, а к 1944 урожайность возросла до 20 центнеров. За каждым трактором было закреплено по два тракториста, имелась передвижная мастерская. 
По результатам работы в 1947 году бригада Дымбрылова на площади 156 гектаров получила урожай пшеницы по 22,9 центнера с гектара, а на остальной площади 800 гектаров по 12 центнеров. 
Указом Президиума Верховного Совета СССР от 29 марта 1948 года за получение высокого урожая пшеницы Бимбе Санжеевичу Дымбралову было присвоено звание Героя Социалистического Труда с вручением ордена Ленина и медали «Серп и Молот».
После окончил сельскохозяйственный техникум и работал главным инженером Бургултайской МТС, позже участковым механиком Иволгинской МТС, а затем заместителем директора ремонтно-тракторной станции по снабжению. 
В марте 1951 года был выдвинут депутатом Верховного Совета Бурятской АССР. 
В 1960-х годах возвратился в родной колхоз и работал бригадиром комплексной бригады.  
Летом 1962 года трагически погиб. Похоронен в родном селе Оронгой.

## Награды
За трудовые успехи был удостоен:
- золотая звезда «Серп и Молот» (29.03.1948)
- орден Ленина (29.03.1948)
- другие медали.